# Cancer productus
Espèce
Cancer productus appelé le crabe rouge est une espèce de crabes de la famille des Cancridae. On le trouve sur la côte ouest de l'Amérique du Nord.